# Talmadge (Maine)
Pour les articles homonymes, voir Talmadge.
Talmadge est une ville américaine située dans le Comté de Washington, dans le Maine. Selon le recensement de 2010, sa population est de 64 habitants.